# Paracles azollae
Paracles azollae är en fjärilsart som beskrevs av Berg 1877. Paracles azollae ingår i släktet Paracles och familjen björnspinnare. Inga underarter finns listade i Catalogue of Life.